# 千里走单骑
《千里走单骑》（英語：Riding Alone for Thousands of Miles）是张艺谋和降旗康男导演的一部电影。于2005年10月22日在東京國際影展首映。

## 剧情简介
有一对日本父子，父亲高田冈一与儿子高田健一关系一直不好。父亲对此一直感到非常遗憾。健一的妻子告诉高田冈一，健一患了重病，高田冈一急忙赶去，健一却拒绝见父亲的面。
健一的妻子给了高田冈一份錄影带，影帶中的健一在中国研究傩戏（片中日文汉字称为“假面剧”）。录像中，儿子与一位名叫李加民的民间艺术家约好第二年再来拍摄他最拿手的《千里走单骑》传统剧目。
后来，父亲了解到，儿子已经身患绝症。老人为儿子做些什么，便决定只身一人前往中国，准备拍摄李加民所表演的傩戏。他认为这是儿子的心愿，一定要完成。然而，高田的中国之行并不顺利。
当旅行社的导游蒋雯陪同高田来到李家村的时候发现，李加民已经不在他原来的村里了，原因是有人嘲笑他有私生子的时候，他十分愤怒，打伤了人，被捕并被判徒刑三年。高田想要进入监狱去拍摄他，在日语水平和英语水平都比较糟糕的当地导游邱林和外事侨务办公室李彬主任等人的帮助下，最终成功来到了监狱，当高田来到李加民面前，小乐队开始演奏之时，李加民却因为想念从未见面儿子，泣不成声，无法表演傩戏。高田便想回到村中寻找李加民的儿子，李的儿子对父亲无法接受，拒绝和高田一同去看望父亲。
最后，高田感到自己理解了儿子。他返回监狱的路上，得知了儿子健一去世的消息，并且得知在临终之前健一原谅了自己的父亲。不过他还是回到了监狱，为李加民展示了李的儿子的照片，并且和服刑人员一起在服刑人员活动室里观看、拍摄了精心准备的傩戏《千里走单骑》。

## 拍摄地点
这部影片的主要拍摄地点是在云南的丽江束河风景区。

## 演员名单
- 高仓健　　饰演　高田冈一，日本父亲
- 中井贵一　饰演　高田健一，日本儿子
- 寺岛忍　　饰演　高田理惠，日本儿媳
- 蒋　雯　　饰演　蒋　雯，导游
- 邱　林　　饰演　邱　林，土翻译
- 李加民　　饰演　李加民，民间艺术家
- 杨振波　　饰演　杨　杨，李加民儿子
- 陈子良　　饰演　陈警官，警官
- 李　彬　　饰演　李　彬，外事侨务办公室主任
- 和泽周　　饰演　和泽周，石头村村主任

## 演员的选用
这部电影的主要演员大部分是没有学习过表演专业的。张艺谋导演的这种大胆做法的确为影片增加了很多真实的色彩。拍摄过电影的几位非专业演员在影片拍摄结束之后命运也得到了改变，比如饰演“土翻译”的邱林，原来就是当地的一名个体导游，由于年龄、相貌等原因无法通过导游许可证的考试，只能自己招揽一些游客，自己进行导游，但他参与了电影的拍摄之后，旅游公司主动找到他希望他加盟。饰演陈警官的陈子良在拍摄电影之后也由一线狱警升职成为了管理层警官。就连饰演李加民儿子的儿童杨振波都表示拍完电影之后获得了老师的喜爱，成为了班干部。
这样的做法张艺谋在从前的《秋菊打官司》、《一个都不能少》等电影的拍摄中也曾使用。

## 官司
电影中将贵州安顺的地戏描述为云南的戏曲，引起当地艺人不满，并将导演张艺谋告上法庭。這是中國國家級非物質文化遺產名錄公佈後第一樁相關訴訟案，引起中國社会的广泛关注。2011年5月24日，北京市西城区人民法院一审宣判张艺谋勝訴。

## 獲獎
第26届香港电影金像奖最佳亚洲电影

## DVD发行
《千里走单骑》于2007年2月6日发行DVD，由索尼经典影业在美国发行。该DVD配有中文日语原版音轨，以及法语和葡萄牙语的配音，并配有英语、西班牙语、法语和葡萄牙语字幕。
DVD还收录了《千里走单骑》作为特辑。